# Haplodrassus maculatus
Haplodrassus maculatus är en spindelart som först beskrevs av Banks 1904.  Haplodrassus maculatus ingår i släktet Haplodrassus och familjen plattbuksspindlar. Inga underarter finns listade i Catalogue of Life.